# B'z The Best XXV 1988-1998
B'z The Best XXV 1988-1998 é a décima primeira coletânea da banda japonesa de hard rock B'z, lançada em 12 de junho de 2008 pela Vermillion Records ao mesmo tempo que outra coletânea, B'z The Best XXV 1999-2012, e é parte da celebração de 25 anos da banda. Alcançou o topo da parada Oricon e na Billboard Japan Top Albums.
As faixas do álbum são singles lançados pela banda entre 1988 e 1998, incluindo duas faixas inéditas: "Heat", uma parceria com o cantor sul-coreano Kim Hyun-joong, que uma vez citou o B'z como uma de suas bandas japonesas favoritas; e "Kakushin", que foi usada como abertura da novela da NTV Kumo no Kaidan (雲の階段).
O álbum foi lançado também em uma edição especial que inclui um DVD bônus com todos os clipes da banda em sua primeira década, a maioria dos quais nunca foi lançado antes em DVD.

## Faixas

### Disco um
| N.º | Título | Duração |  |
| 1.  | ""Dakara Sono Te o Hanashite" (だからその手を離して)"                                                        | 3:49    |  |
| 2.  | ""Kimi no Naka de Odoritai" (君の中で踊りたい)"                                                              | 3:46    |  |
| 3.  | "Lady-Go-Round"                                                                                              | 4:22    |  |
| 4.  | "Be There"                                                                                                   | 4:14    |  |
| 5.  | ""Taiyō no Komachi Angel" (太陽の Komachi Angel)"                                                            | 4:10    |  |
| 6.  | "Easy Come, Easy Go!"                                                                                        | 4:40    |  |
| 7.  | ""Itoshii Hitoyo Good Night… " (愛しい人よ Good Night...)"                                                   | 6:13    |  |
| 8.  | "Lady Navigation"                                                                                            | 6:09    |  |
| 9.  | "Alone" | 6:21    |  |
| 10. | "Blowin" | 3:56    |  |
| 11. | "Zero" | 4:51    |  |
| 12. | ""Ai no mama ni Wagamama ni Boku wa Kimi dake o Kizutsukenai" (愛のままにわがままに 僕は君だけを傷つけない)" | 3:56    |  |
| 13. | ""Hadashi no Megami" (裸足の女神)"                                                                           | 4:27    |  |
| 14. | "Don't Leave Me"                                                                                             | 4:24    |  |

### Disco dois
1. "Motel" - 4:23
2. "Negai" (ねがい) - 3:30
3. "Love Me, I Love You" - 3:18
4. "Love Phantom" - 4:40
5. "Mienai Chikara ～Invisible One～" (ミエナイチカラ ～Invisible one～) - 4:29
6. "Move" - 3:47
7. "Real Thing Shakes" - 4:11
8. "Fireball" - 4:14
9. "Calling" - 5:56
10. "Liar! Liar!" - 3:21
11. "Samayoeru Aoi Dangan" (さまよえる蒼い弾丸) - 4:07
12. "Home" - 4:20
13. "Heat" (dover de Kim Hyun-joong)
14. "Kakushin" (核心)